# Ewing (Missouri)
Ewing – miasto w Stanach Zjednoczonych, w stanie Missouri, w hrabstwie Lewis.